# Гузарево
Гузарево — деревня в Междуреченском районе Вологодской области на реке Белый Шингарь.
Входит в состав Ботановского сельского поселения, с точки зрения административно-территориального деления — в Ботановский сельсовет.
Расстояние по автодороге до районного центра Шуйского — 38 км, до центра муниципального образования Игумницева — 6 км. Ближайшие населённые пункты — Протасово, Шетенево, Феднево.
По данным переписи в 2002 году постоянного населения не было.